# خیانت (رمان)
خیانت (پرتغالی: Adultério) نام یک رمان نوشتهٔ پائولو کوئلیو، نویسندهٔ مشهور برزیلی است که در سال ۲۰۱۴ میلادی منتشر شده‌است.